# 菅原町 (大阪市)
菅原町（すがはらちょう）は、大阪府大阪市北区の町名。丁番を持たない単独町名である。

## 地理
大阪市北区の南部に位置する。東は天神橋筋を挟んで天神橋1丁目、北は堺筋を挟んで天神西町、西は阪神高速12号守口線を挟んで西天満、南は大川を挟んで中之島に接する。
かつては大川の水辺に天満青物市場があり、乾物問屋街であった菅原町を中心に、伝統的な建物や川に面して建てられた「浜蔵」などが今なお多く残っている。

## 歴史
天満ではめずらしく残っている江戸時代以来の町名で、1872年（明治5年）に菅原町一番町 - 三番町に改編されたものの、翌1873年（明治6年）には元に戻されている。町域も1978年（昭和53年）に天神橋筋1丁目の一部を編入した程度で、それほど変わっていない。

## 世帯数と人口
2019年（平成31年）3月31日現在の世帯数と人口は以下の通りである。
| 町丁   | 世帯数  | 人口    |
| ------ | ------- | ------- |
| 菅原町 | 622世帯 | 1,098人 |

### 人口の変遷
国勢調査による人口の推移。
| 1995年（平成7年）  | 238人   | [ 7 ]  |  |
| 2000年（平成12年） | 354人   | [ 8 ]  |  |
| 2005年（平成17年） | 845人   | [ 9 ]  |  |
| 2010年（平成22年） | 1,069人 | [ 10 ] |  |
| 2015年（平成27年） | 1,110人 | [ 11 ] |  |

### 世帯数の変遷
国勢調査による世帯数の推移。
| 1995年（平成7年）  | 98世帯  | [ 7 ]  |  |
| 2000年（平成12年） | 188世帯 | [ 8 ]  |  |
| 2005年（平成17年） | 462世帯 | [ 9 ]  |  |
| 2010年（平成22年） | 653世帯 | [ 10 ] |  |
| 2015年（平成27年） | 661世帯 | [ 11 ] |  |

## 学区
市立小・中学校に通う場合、学区は以下の通りとなる。北区内の全ての市立中学校と、大阪市内の小中一貫校が対象で学校選択が可能（抽選を実施）。
| 番・番地等 | 小学校               | 中学校             |
| ---------- | -------------------- | ------------------ |
| 全域       | 大阪市立西天満小学校 | 大阪市立天満中学校 |

## 事業所
2016年（平成28年）現在の経済センサス調査による事業所数と従業員数は以下の通りである。
| 町丁   | 事業所数 | 従業員数 |
| ------ | -------- | -------- |
| 菅原町 | 98事業所 | 809人    |

## 施設

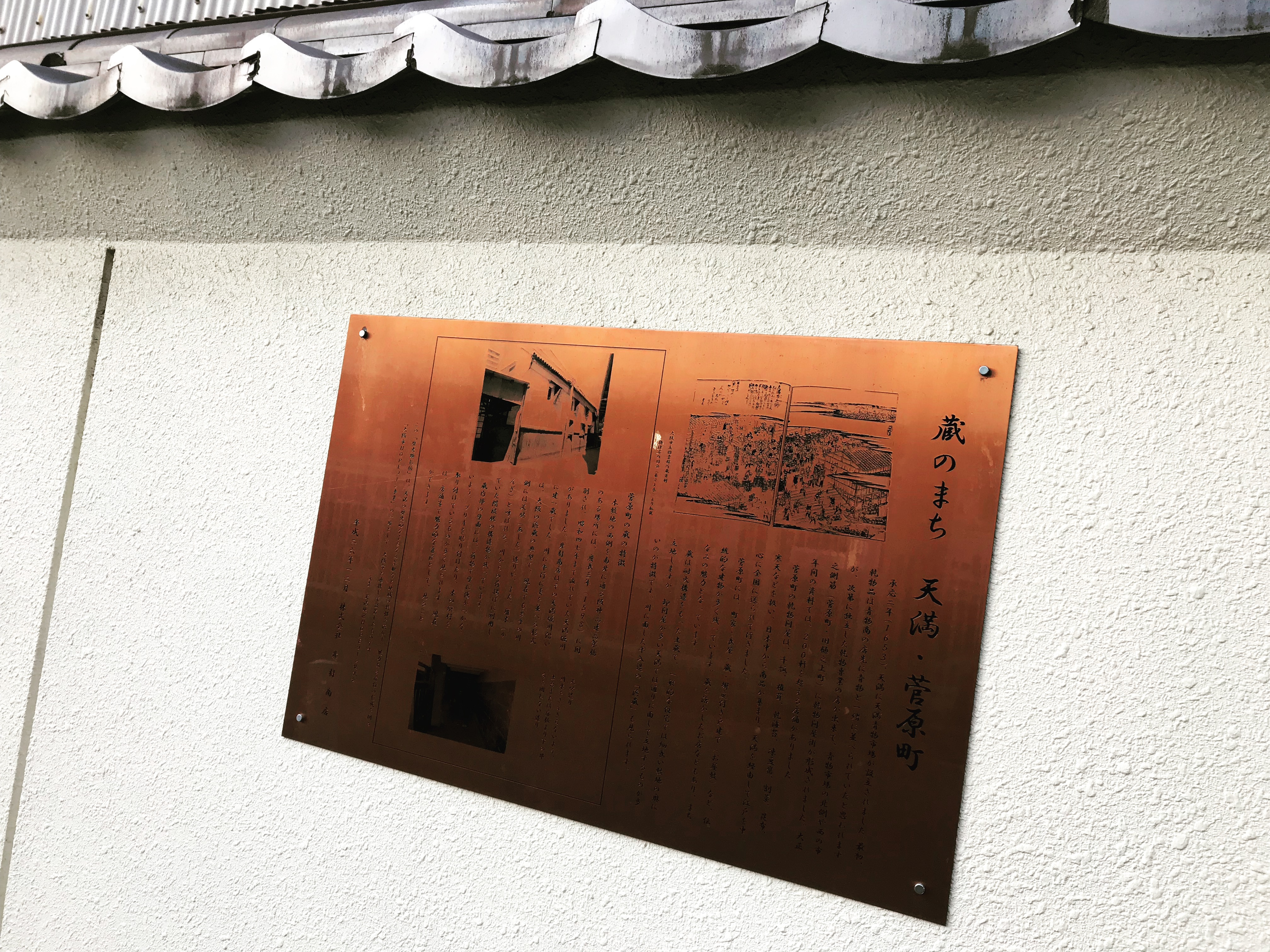
菅原町の歴史顕彰板（浜蔵）

- ジーニス大阪
- 太平橋
- 天神橋
- 南天満公園

## 交通

### 鉄道
- 地内に駅はなく、Osaka Metro「南森町駅」およびJR東西線「大阪天満宮駅」が最寄り駅である。また、京阪中之島線「なにわ橋駅」や京阪本線・Osaka Metro「北浜駅」も徒歩圏内である。また、地内に路線バスは走っていない。

### 道路
高速道路
- 阪神高速11号池田線

主要地方道
- 大阪府道・京都府道14号大阪高槻京都線（天神橋筋）
- 大阪府道102号恵美須南森町線（堺筋）

## その他

### 日本郵便
- 〒530-0046[3]（集配局：大阪北郵便局[14]）